# Мирсад Кебо
Мирсад Кебо је бошњачки босанскохерцеговачки политичар и потредсједник Федерације Босне и Херцеговине од 2007. до 2015.
Кебо је између 2002. и 2007. био министар за људска права и избјеглице БиХ, те од 2000. до 2001. гувернер Сарајевског кантона. Био је члан ужег круга Сулејмана Тихића, водећег бошњачког политичара.

## Младост и дјелововање у привреди
Недуго након његовог рођења, Кебина породица се преселила из Мостара у Сарајево. У Сарајеву је Кебо завршио основну школу и Трећу гимназију, некон чега се уписао на Природно-математички факултет Универзитета у Сарајеву гдје је дипломирао хемију. Потом је био директор радне организације „ЛИПА“ Сарајево те директор КЈП „РАД“ Сарајево, а на тој дужности остаје 16 година, укључујући и вријеме рата у Босни и Херцеговини. Престаје се бавити привредом и почиње се бавити политиком 1999. године.

## Политичка дјелатност
Кебо је прву политичку дужност добио 1996. године када је изабран за предсједавајућег Скупштине Кантона Сарајево. У периоду од 2000. до 2001. године је обављао функцију гувернера Кантона Сарајево. Након тога је двије године био посланик у Представничком дому ФБиХ, члан Комисије за људска права и потпредсједник Одбора за стамбено-комуналне после и заштиту човјекове околине.
У Савјету министара БиХ под пресједавањем Аднана Терзића, Кебо је био именован за министра за људска права и избјеглице 2003. године. Изабран је за потпредсједника ФБиХ 2007. године, те поново 2011. Кебо је сматран сивом еминенцијом Странке демократске акције. У фебруару 2013. године је напустио странку. Био је кандидат за бошњачког члана Предсједништва Босне и Херцеговине на општим изборима 2014. године, али није добио изборе.
Уставном суду Босне и Херцеговине крајем 2014. и почетком 2015. доставио преко 1.000 докумената, за које је навео да су докази о злочинима над Србима, почињеном од стране Бошњака за вријеме рата у Босни и Херцеговини. Између осталих међу именима у тим списковима је и Шефик Џаферовић, потпредсједник СДА, и предсједавајући Представничког дома Парламентарне скупштине БиХ. Кебо је достављањем спискова узбуркао политичку сцену у БиХ, те још допринео осветљавању ратних догађаја у Босни и Херцеговини, које су разним политичким манипулацијама биле прикриване или чак преиначаване.

## Лични живот
Ожењен је и има двоје дјеце.